# 울주 복안리 지석묘
울주 복안리 지석묘(蔚州 伏安里 支石墓)는 울산광역시 울주군 두서면 복안리에 있는 고인돌이다. 2000년 11월 9일 울산광역시의 기념물 제28호로 지정되었다.

## 개요
복안리 지석묘는 천마산의 동쪽 구릉 하단부인 두서면 복안리 음지마을 뒤쪽 계단식 경작지에 위치하고 있다. 주변 일대의 야산과 경작지에는 청동기시대에 해당되는 토기가 확인되고 있다. 덮개돌은 화강암으로 반듯하게 놓여 있는데 한쪽이 깨어져 있으며, 크기는 길이 390㎝,너비 340㎝, 두께 140㎝이다. 아래에는 받침돌 1개가 관찰되는 것으로 보아 바둑판식 지석묘로 추정된다. 내부 구조는 학술 조사를 실시하지 않아 자세히 알 수 없다.
이 복안리 지석묘는 청동기시대 두서 및 봉계 일대의 정치·사회·문화 등을 연구할 수 있는 중요한 자료가 된다.

## 참고 문헌
- 복안리지석묘 - 국가유산청 국가유산포털